# Perschling (Fluss)
Die Perschling ist ein rechter Nebenfluss der Donau in Niederösterreich. Der Name bedeutet so viel wie „Birkenbach“ und stammt von slawischen und awarischen Volksstämmen, die im 5. Jahrhundert einsickerten (slawisch *Berznika zu *berza = Birke). Sie bildet mit Michelbach und Stössingbach das Fluss-System zwischen Traisen (Fluss) und Großer Tulln.

## Verlauf
Die Perschling  entspringt in der Perschenegg (Gemeindegebiet Pyhra) unterhalb des Gaishofes (590 m) im sogenannten „Binderholz“ und durchfließt Pyhra, Böheimkirchen, Kapelln, Weißenkirchen an der Perschling und Atzenbrugg, bevor sie bei Kleinschönbichl in der Nähe von Zwentendorf in einen Donau-Altarm mündet, der bei Tulln über ein Pumpwerk zur Donau entwässert wird.
Der eigentliche Fluss entsteht nördlich von Böheimkirchen in Weisching durch den Zufluss des wasserreicheren Michelbaches, der südlich von Böheimkirchen bei Furth den Stössingbach aufnimmt.
Der gesamte Flusslauf ist von dichtem Ufergehölz begleitet. Zwischen Langmannersdorf und Pischelsdorf fließt die Perschling als Niederungsfluss mit Staustufen und begleitet von einem oft wasserlosen Hochwasserkanal, der von Zwentendorf den direkten Weg zur Donau nimmt.

## Geschichte
Die Perschling wurde um 1990 reguliert, der alte Verlauf zwischen Langmannersdorf und Atzenbrugg ist vom Land Niederösterreich zum Naturdenkmal erklärt worden (siehe Liste der Naturdenkmäler im Bezirk Tulln).

## Fauna
Der Fischbestand der Perschling setzt sich aus Karpfen, Schleien, Zandern, Hechten, Aalen, Weißfischen und Regenbogenforellen zusammen, die auch gefischt werden. Im Unterlauf ist die Perschling ein echter Tieflandfluss und hat ein ausgeprägtes Potamal, ein Gewässertyp, der in Niederösterreich kaum anzutreffen ist. Daher beherbergt sie eine Reliktfauna an Muscheln und Krebsen, darunter sind eine hohe Zahl an Rote-Liste-Arten anzutreffen (auch die vermutlich wertvollste Population der Anhang-II-Art der FFH-Richtlinie Unio crassus PHILIPSSON 1788).

## Hochwasserschutz
Beim Hochwasser in Mitteleuropa im September 2024 brach der Damm der Perschling an mehreren Stellen, zuerst bei Langmannersdorf. Dies hatte schwere Überschwemmungen im Hinterland zur Folge. Die Schadhaftigkeit des Damms war seit Jahrzehnten bekannt, jedoch wurde aus verschiedenen Gründen (Finanzierungsprobleme, Naturschutz usw.) lange Zeit nichts unternommen. Genau an der Stelle, an der der Damm der Perschling gegen Ende des Zweiten Weltkrieges von alliierten Bomben getroffen und nur notdürftig repariert wurde, ist er zuerst gebrochen. Seit 2018 existierten sogar Simulationen mit Karten, wie sich ein 100-jährliches Hochwasser auf die Gemeinden entlang der Perschling auswirken würde.
Für 2025 ist geplant, verschiedene Hochwasserschutzprojekte in Niederösterreich vorzuziehen, die erst in den kommenden Jahren hätten verwirklicht werden sollen. Dazu gehört auch die Sanierung des Dammes der Perschling. Insgesamt sind für diese dringenden Hochwasserschutzprojekte 23 Millionen EUR zusätzlich zur Verfügung gestellt worden.